# اسم العين
اسم العين هو الاسم الدّال على معنى يقوم بنفسه كزيد، واسم المعنى هو الاسم الدّال على معنى لا يقوم بنفسه وجوديا كان كالعلم أو عدميا كالجهل، وكلّ منهما إمّا مشتقّ نحو راكب وجالس ومفهوم ومضمر، أو غير مشتق كرجل وفرس وعلم وجهل. وقد يراد باسم المعنى ما دلّ على شيء باعتبار معنى صفته أي صفة له سواء كان قائما بنفسه أو بغيره كالمكتوب والمضمر وحاصله المشتق وما في معناه، وباسم العين ما ليس كذلك كالدار والعلم؛ وليس هذا المعنى من مصطلحات النحاة. وعلى هذا يقال إضافة اسم المعنى يفيد الاختصاص باعتبار الصفة الداخلة في مفهوم المضاف. وأمّا إضافة اسم العين فيفيد الاختصاص مطلقا أي غير مقيّدة بصفة داخلة في مسمّى المضاف. فإذا قلت دار زيد وعلمه أفاد اختصاصا في الملكية أو السكنى أو القيام أو التعلق.